# Зимни младежки олимпийски игри 2024
IV зимни младежки олимпийски игри ще се проведат през 2024 г. в Кануън-до, Южна Корея., градът домакин ще бъде обявен през на 10 януари 2020 г. в Лозана.

## Кандидатури
| Град                       | Държава                    | 1 кръг |
| Кануън-до                  | Южна Корея                 | 79     |
| Нито едно от предложенията | Нито едно от предложенията | 2      |
| Въздържани                 | Въздържани                 | 1      |